# Avignonsko papeštvo
Avignonsko papeštvo je obdobje papeževanja, ko je bil sedež papeštva prestavljen iz Rima v Avignon (1309-1377).

## Papež Bonifacij VIII. ni izpolnil pričakovanj
Papež Bonifacij VIII. je vladal med leti 1294-1303. Veljal je za nepriljubljenega papeža, saj je podlegel nepotizmu. Izvoljen je bil z namenom, da bi se zoprstavil francoskemu kralju Filipi IV. Lepemu. Ta je nasilno izrokiščal cerkev v Franciji za dosego svojih političnih ciljev. Filip se ni želel ukloniti papeževi oblasti. 